# 프랑켄슈타인 (1994년 영화)
《프랑켄슈타인》(Mary Shelley's Frankenstein)은 영국에서 제작된 케네스 브래너 감독의 1994년 드라마, 공포, 판타지, SF 영화이다. 로버트 드 니로 등이 주연으로 출연하였고 프란시스 포드 코폴라 등이 제작에 참여하였다.

## 줄거리
1794년, 북극 탐험을 하던 월튼 선장은 얼음에 갇힌 배에서 괴이한 소리와 함께 정체불명의 형체를 목격한다. 그는 소리의 근원지를 찾던 중 빅터 프랑켄슈타인을 만나게 되고, 빅터는 자신의 삶에 대한 이야기를 들려준다.
빅터는 제네바에서 양녀 엘리자베스와 함께 자라며 사랑에 빠진다. 의학을 공부하기 위해 잉골슈타트 대학으로 떠나기 전, 어머니의 죽음에 큰 충격을 받은 빅터는 죽음을 극복하겠다고 다짐한다. 그는 동료 헨리 클레버발과 함께 셰멜 아우구스투스 발트만 교수의 연구 자료를 탐구하며 생명 창조에 대한 열망을 키운다. 발트만 교수는 생명을 창조하는 것이 "끔찍한 존재"를 만들 수 있다고 경고하지만, 빅터는 그의 경고를 무시한다.
발트만 교수가 살해당하자, 빅터는 살해자의 시체와 콜레라로 죽은 학생의 다리, 그리고 발트만의 뇌를 이용하여 생명체를 만들기로 결심한다. 창조에 몰두한 나머지, 빅터는 콜레라 유행으로 격리된 잉골슈타트에서 그를 데려가려는 엘리자베스마저 외면한다. 마침내 빅터는 생명체를 창조해내지만, 끔찍한 외모에 경악하여 그를 죽이려 한다. 공포와 혼란에 휩싸인 생명체는 빅터의 코트를 훔쳐 달아나고, 마을 사람들에게 쫓기게 된다.
생명체는 한 농가 창고에 숨어 지내며 글과 말을 배우고, 익명으로 가족에게 음식을 가져다주며 호감을 얻으려 한다. 그는 맹인 노인과 대화를 나누지만, 노인의 가족에게 발각되어 쫓겨난다. 생명체는 빅터의 일지를 발견하고 자신의 탄생에 대한 진실을 알게 된다. 복수심에 불타는 생명체는 농가를 불태우고 빅터를 찾아 나선다.
빅터는 엘리자베스와 결혼하기 위해 제네바로 돌아오지만, 동생 윌리엄이 살해당했다는 소식을 듣는다. 하녀 쥐스틴이 범인으로 몰려 처형당하지만, 빅터는 생명체의 소행임을 알고 그를 찾아 나선다. 생명체는 빅터를 납치하여 자신의 짝을 만들어달라고 요구하고, 빅터는 마지못해 도구를 모으지만 쥐스틴의 시체를 사용하라는 요구에 분노하여 약속을 어긴다. 결혼식 날 밤, 생명체는 엘리자베스의 심장을 찢어 죽임으로써 복수한다.
절망에 빠진 빅터는 엘리자베스를 되살리기 위해 쥐스틴의 몸에 엘리자베스의 머리를 붙여 되살린다. 그러나 되살아난 엘리자베스는 과거의 모습과는 달리 끔찍한 모습에 정신마저 온전치 못하다. 생명체는 엘리자베스를 신부로 요구하지만, 엘리자베스는 자신의 모습을 보고 스스로 불을 질러 자살한다. 빅터와 생명체는 저택이 불타는 가운데 도망친다.
다시 북극으로 돌아와 빅터는 월튼에게 자신의 이야기를 들려준다. 빅터는 생명체를 죽이기 위해 수개월간 추적해왔음을 밝히고, 곧 병으로 죽는다. 월튼은 빅터의 시신을 보고 슬퍼하는 생명체를 발견하고, 그에게 배에 함께 있을 것을 제안하지만 생명체는 빅터와 함께 불타 죽기로 결심한다. 월튼은 빅터의 광기가 초래한 결과를 목격하고, 탐험을 포기하고 귀환한다.

## 출연
- 로버트 드니로 - 창조물 / 월드먼 교수 살인자 역
- 케네스 브래나/로이 제닝스(아역) - 빅터 프랑켄슈타인 역
- 톰 헐스 - 헨리 클러벌
- 헬레나 보넘 카터/해나 테일러 고든(아역) - 엘리자베스 역
- 이언 홈 - 빅터의 아버지 역
- 존 클리스 - 월드먼 교수 역
- 에이든 퀸 - 로버트 월턴 선장 역
- 리처드 브리어스 - 눈먼 할아버지 역
- 로버트 하디 - 크렘프 교수 역
- 트레빈 맥다월/크리스티나 커틀(아역) - 저스틴 모리츠 역
- 실리아 임리 - 모리츠 부인 역
- 셰리 렁이 - 캐럴라인 프랑켄슈타인 역
- 라이언 스미스/찰스 윈데이비스(아역) - 윌리엄 "윌리" 프랑켄슈타인 역
- 휴 보너빌 - 실러 역

## 한국어 더빙 성우진(MBC, 2001년 8월 4일)
- 권혁수 - 빅터 프랑켄슈타인 (케네스 브래너)
- 박조호 - 창조자 (로버트 드 니로)
- 박선영 - 엘리자베스 (헬레나 본햄 카터)
- 안정현
- 김용식
- 김태훈
- 박태호
- 전임복
- 이도련
- 이인성
- 송준석
- 김서영
- 김지영
- 이상훈
- 최한
- 표영재

## 기타
- 공동제작: 케네스 브래너
- 공동제작: 데이비드 파핏
- 협력프로듀서: 데이비드 배론
- 협력프로듀서: 로버트 드 니로
- 협력프로듀서: 제프 크리만
- 미술: 팀 하비
- 의상: 제임스 애치슨
- 배역: 프리실라 존